# Edward Stradling (Adliger, 1389)
Sir Edward Stradling (* 1389; † 3. Mai 1453 vermutlich in Jerusalem) war ein englischer Adliger, der in der ersten Hälfte des 15. Jahrhunderts in Südwales und in Südwestengland zahlreiche Ämter bekleidete.

## Herkunft

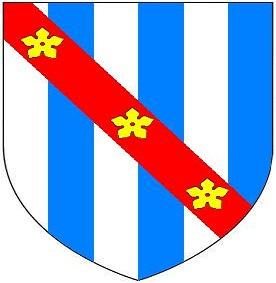
Wappen der Familie Stradling

Edward Stradling entstammte der englischen Familie Stradling. Er war der älteste Sohn von Sir William Stradling und dessen Frau Isabel St Barbe. Sein Vater starb wahrscheinlich vor Februar 1407, worauf Edward dessen Besitzungen in Südwales und Südwestengland erbte. Nach dem kinderlosen Tod von Lawrence Berkerolles, dem Bruder seiner Großmutter Gwenllian, erbte er einen Teil von dessen Besitzungen in Glamorgan.

## Aufstieg im Dienst von Kardinal Beaufort
Stradling nahm im Gefolge von Humphrey, Duke of Gloucester 1415 am Frankreichfeldzugs von König Heinrich V. und an der Schlacht von Azincourt teil. Später wechselte er jedoch in den Dienst von Gloucesters politischen Konkurrenten Henry Beaufort, dem Bischof von Winchester. Um 1423 heiratete er dessen uneheliche Tochter Jane. Diese Verbindung ermöglichte Stradlings weiteren Aufstieg. 1424 diente Stradling als Sheriff von Somerset und Dorset, wo er selbst Landbesitz besaß. Dazu diente er in den nächsten Jahren mehrmals als Friedensrichter in Somerset. 1434 ernannte Beaufort ihn zum Kommandanten seiner Burg Taunton Castle. Durch diese Ämter stieg Stradlings Einfluss in Südwestengland, doch daneben konnte er vor allem seine Stellung in Südwales ausbauen. Bereits im Dezember 1423 hatte er durch Beauforts Einfluss das einträgliche Amt des Chamberlain von Südwales erhalten. Als Chamberlain musste er häufig den Justiciar Humphrey Stafford vertreten, der in Frankreich kämpfte oder am Königshof war. Dazu gehörte Stradling mehreren Gerichtskommissionen an, und mindestens einmal leitete er 1431 größere Verhandlungen in Carmarthenshire und Cardiganshire. 1424 wurde er Verwalter von Cantref Selyf, Alexanderston und Pencelli, dazu übernahm er weitere Ämter in Südwales. Mehrfach durfte er einträgliche Minderjährigkeitsverwaltungen von Besitzungen übernehmen, darunter im März 1426 für die walisischen Besitzungen des Earl of March. Im Juli 1438 wurde er für kurze Zeit Sheriff von Carmarthenshire. Für den mit seiner Frau verwandten Edmund Beaufort diente er von 1433 bis 1435 als Verwalter von Kidwelly und 1433 von Monmouth und den drei Burgen Skenfrith, Grosmont und White Castle. Im März 1437 gab er sein Amt als Chamberlain ab, doch 1439 gehörte er einer Kommission an, die die Tätigkeit von seinem Amtsnachfolger Sir Ralph Botiller prüfen sollte.

## Wirtschaftliche Tätigkeit, Pilgerfahrt und Tod
Stradling nutzte die Macht und den Einfluss, den er durch seine Ämter hatte, skrupellos zu seinem Vorteil aus. 1420 hatte er Besitzungen in Somerset gekauft, andere Besitzungen in Somerset und Wales konnte er gegen die Ansprüche der rechtmäßigen Erben an sich bringen. 1449 erlitt seine Karriere einen schweren Rückschlag, als ein Handelsschiff von ihm im Bristolkanal von Piraten aus der Bretagne gekapert wurde. Auf dem Schiff befanden sich Stradlings ältester Sohn und dessen Familie, die auf dem Weg von Somerset zum Familiensitz St Donat’s Castle gewesen waren. Allein die Ladung des Schiffes war 300 Mark wert gewesen, und um das Lösegeld in Höhe von 1000 Mark für seine Familie aufzubringen, musste Stradling Teile des Berkerolle-Erbes in Wales sowie sein Stadthaus in Newport verkaufen. Dennoch waren 1451 noch 600 Mark des Lösegelds nicht bezahlt. Um die fehlende Summe aufzubringen, erhielt er 1451 Zollermäßigungen für den Export von Wolle im Wert von 1000 Mark in die Bretagne. Als alter Mann unternahm er wie sein Vater eine Pilgerreise nach Jerusalem, wo er zum Ritter des Heiligen Grabes geschlagen wurde. Er starb vermutlich in Jerusalem.

## Ehe und Nachkommen
Aus seiner Ehe mit Jane Beaufort hatte Stradlings mindestens drei Söhne:
- Sir Henry Stradling (1423–1476)
- John Stradling († nach 1454), Archidiakon von Llandaff
- David Stradling